# Ouvrage du Col-de-la-Moutière
L'ouvrage du Col-de-la-Moutière est une fortification de la ligne Maginot, situé à la limite entre les communes d'Uvernet-Fours et de Saint-Dalmas-le-Selvage, donc aussi à la limite entre les départements des Alpes-de-Haute-Provence et des Alpes-Maritimes.
Il s'agit d'un petit ouvrage d'infanterie, situé à 2 440 mètres d'altitude au col de la Moutière, à environ un kilomètre en ligne directe au sud de la cime de la Bonette, sur la route D 63 qui relie Saint-Dalmas-le-Selvage à Bayasse, c'est-à-dire reliant la vallée de l'Ubaye à celle de la Tinée. L'ouvrage est relié au col de Restefond par une piste de 3,5 km de long.

## Mission
La mission du petit ouvrage du col de la Moutière, situé en dessous des ouvrages de Restefond, dans la vallée, était double :
- empêcher le contournement de l'ensemble fortifié du Restefond par son flanc Sud, via Saint-Dalmas-le-Selvage et le vallon de Sestrière ;
- interdire la route de Barcelonnette par le même itinéraire puis par le vallon de la Moutière, Bayasse et enfin la Vallée du Bachelard, afin d'empêcher une prise à revers de tout le dispositif de défense du secteur du col de Larche ou une offensive vers le Sud, par le col de la Cayolle.

En 1940, deux canons de 75mm Mle 1897 appartenant au 93e RAM étaient en batterie à proximité du col de la Moutière pour appuyer les positions du quartier Rougna.

## Construction
Le petit ouvrage col de la Moutière correspond à un projet CORF validé fin 1929 dont la construction s'est étalée entre 1931 et 1936. Comme dans beaucoup d'ouvrages du front des Alpes, une grande partie des travaux a été effectuée par le Génie et la main d’œuvre militaire (MOM). 

## Composition
L'ouvrage du col de la Moutière est constitué de 3 blocs, plus un bloc cheminée.
- Bloc 1 - entrée : tourné vers l'Ouest, il était équipé de deux FM en créneaux. Il servait de local radio et permettait aussi de décharger les mulets[1]. Comme beaucoup d'ouvrages d'altitude, la porte était surmontée d'une sortie neige constituée d'un coffrage métallique fixé au-dessus (toujours en place). Des échelons métalliques fixés sur la paroi bétonnée permettaient de grimper pour ouvrir les deux volets qui fermaient le dessus du coffre. Le bloc possède un niveau de sous-sol auquel on accède par un escalier à deux volées droites et repos intermédiaire conduisant dans la partie souterraine.
- Bloc 2 : faisant face à l'Est, c'est une casemate d'action frontale avec deux créneaux FM et un jumelage Reibel qui prenaient en enfilade le vallon de Sestrière, vers le PC du col de Colombart et Saint-Dalmas-le-Selvage. La structure souterraine de ce bloc est identique à celle du Bloc 1.
- Bloc 3 : situé sur les dessous de l'ouvrage, entre les deux blocs, il est desservi par un puits qui conduit à une cloche GFM.
- Bloc cheminée (bloc 4) : sans armement, sa cheminée métallique gît au sol. Des échelons métalliques ancrés dans le béton montrent que la cheminée servait également de sortie de secours, la sortie dans le fossé diamant étant inutilisable en cas de neige.

La partie souterraine se compose de trois galeries parallèles desservant les moyens logistiques : casernement, cuisine, latrine, PC, poste de secours, stocks de munitions, d'eau, de gazole et de nourriture. L'énergie est fournie par deux groupes électrogènes, composés chacun d'un moteur Diesel CLM 2 PJ 65 (deux cylindres, fournissant 15 ch à 750 tr/min) couplé à un alternateur. Le refroidissement des moteurs se fait par circulation d'eau.
On note aussi la présence aux alentours de l'ouvrage de nombreux vestiges de constructions et les restes d'un mur de défense en pierres sèches percé de créneaux de tir.

## Les combats
L'officier commandant était le sous-lieutenant Maillet, puis le lieutenant Taxil. Il ne semble pas que l'ouvrage lui-même ait été amené à intervenir, ni en juin 1940, ni en septembre 1944 ; il n’y a du moins aucune référence à des combats le concernant dans les sources d’informations consultées. 
En 1944, une unité FFI était cependant positionnée au niveau du col.

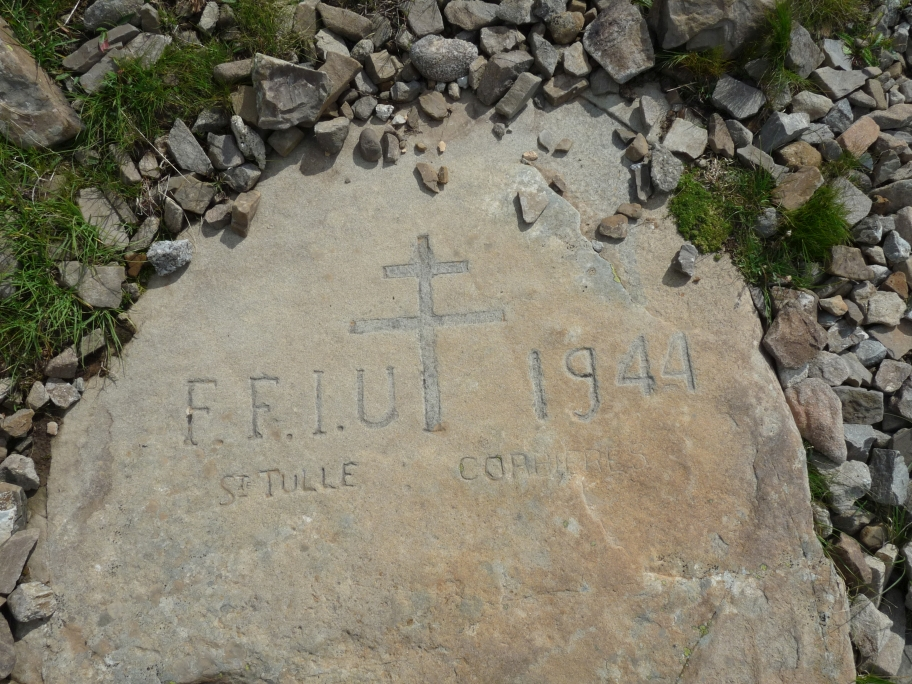
Trace du passage d'une unité FFI venant de Sainte-Tulle et de Corbière à proximité du bloc d'entrée.